# Федір Замміт
Федір Замміт (нар. 8 липня 1974, Санта-Венера, Мальта) — мальтійський футбольний арбітр. Арбітр ФІФА та УЄФА з 2016 року.

## Суддівська кар'єра
Замміт як арбітр дебютував у єврокубках під час матчу 7 липня 2016 року між «Зарією» (Бєльці) та «Відеотоном» у рамках попереднього раунду Ліги Європи УЄФА. Матч завершився з рахунком 2–0.
Відсудив свій перший міжнародний матч на рівні збірних команд 26 березня 2018 року, коли Албанія програла Норвегії з рахунком 0–1. У цій грі мальтійський арбітр показав дві жовті картки.
Відсудив один матч у Вірслізі у 2015 році, а також судив матчі Юнацької ліги УЄФА.
Судив Суперкубок Мальти 2017 року.